# Meio-metal

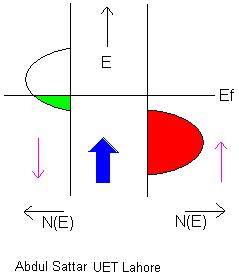
A estrutura eletrônica de um meio-metal. é o nível de fermi, é a densidade de estados para spin para baixo (à esquerda) e spin para cima (à direita). Neste caso, a meio-metal está conduzindo no canal de spin minoritário.

Uma meio-metal é uma substância que age como um condutor para elétrons de uma certa orientação de spin, mas como um isolante ou semicondutor para aqueles de orientação oposta. Apesar de todos os meio-metais serem ferromagnéticos (ou ferrimagnéticos), a maioria de  ferrimagnéticos não são meio-metais. Muitos dos exemplos conhecidos de meio-metais são óxidos, sulfetos, ou ligas de Heusler.
No meio-metais, a banda de valência para uma orientação de rotação é parcialmente preenchida enquanto há um intervalo na densidade de estados para a outra orientação de rotação. Isso resulta na condução de comportamento apenas para elétrons na primeira orientação de rotação. Em alguns meio-metais, o canal maioritário do spin é o condutor, enquanto em outros o canal minoritário é.
Meio-metais foram descritos pela primeira vez em 1983, como uma explicação para as propriedades elétricas de ligas de Heusler à base de Mn.
Alguns meio-metais notáveis são; óxido de cromo (IV), magnetita, e manganita de lantânio estrôncio (LSMO),bem como arsenieto de cromo. Meio-metais têm atraído algum interesse pelo seu uso potencial em spintrônica.